# Ron Phipps
Ronald Phipps, detto Ron (fl. XX secolo), è stato un calciatore inglese, di ruolo attaccante.

## Carriera

### Nazionale
Venne convocato nella nazionale britannica che partecipò ai Giochi olimpici del 1948, tuttavia non disputò neanche un incontro.

## Palmarès

### Club

#### Competizioni nazionali
- Athenian League: 1

Barnet: 1947-1948